# SoftBank 930SC
OMNIA SoftBank 930SC (オムニア ソフトバンク・きゅうさんまるエスシー)は、韓国のサムスン電子によって開発された、ソフトバンクモバイルの第三世代携帯電話 (SoftBank 3G) 端末である。

## 主な機能・サービス
| 主な対応サービス         | 主な対応サービス                | 主な対応サービス     | 主な対応サービス |
| ------------------------ | ------------------------------- | -------------------- | ---------------- |
| S!一斉トーク             | S!ともだち状況                  | Yahoo!mocoa          |                  |
| S!ループ                 | S!タウン                        | S!速報ニュース       |                  |
| PCサイトブラウザ         | 電子コミック                    | S!アプリ             |                  |
| 着うたフル／着うた       | デコレメール                    | S!電話帳バックアップ |                  |
| S!FeliCa                 | S!ミュージックコネクト          | S!GPSナビ            |                  |
| コンテンツおすすめメール | TVコール                        | 世界対応ケータイ     |                  |
| ワンセグ                 | 3G ハイスピード 下り最大7.2Mbps | S!おなじみ操作       |                  |

## 特徴
サムスン電子が海外向けに導入してきたフルタッチパネル端末OMNIAを日本のソフトバンクモバイル向けに導入した端末。韓国以外の海外向けに導入されているOMNIAはOSにWindows Mobile 6.1が使われているが、日本仕様のこの端末には、従来のソフトバンクモバイルのサムスン電子製端末のソフトウェアを改良したものが使われている。そのため海外ではスマートフォンとして扱われているが、ソフトバンクモバイルでは、スマートフォン系列のXシリーズではなく、Yahoo!ケータイに対応する通常端末の9XXシリーズとして導入された。ACアダプタについても、SoftBank 730SCとともに、サムスン製としては国内メーカーと同じもの（ARIB-A）を初めて採用した。
OMNIAの最大の特徴である感圧式の全面タッチパネルを搭載し、ほぼすべての操作を画面にタッチして行う。また海外版同様、ウィジェットを画面上に貼り付けることができる。ただし、ソフトバンクモバイルが同時発表した931SH向けに導入するサービス「モバイルウィジェット」とは互換性がなく非対応。
海外に比べて、液晶の高解像度化が進んでいる日本に合わせて、海外用の3.2インチワイドQVGA液晶ではなく、3.3インチワイドVGA液晶を搭載し、ワンセグを搭載する。このワイドVGA液晶は、日本向けの海外メーカーの携帯電話としては初めてである。
メインカメラはオートフォーカス付き515万画素CMOSカメラで、顔認識機能や手ぶれ補正機能などを搭載する。
8GBの大容量内蔵メモリを搭載。また、公式に8GBまでのmicroSDHCメモリーカードにも対応し、合わせて最大16GBのメモリにも可能。さらに、サンディスク製16GBのmicroSDHCメモリーカードの動作も確認されている。
またソフトバンクモバイルの端末では初めて、下り最大7.2Mbpsの高速通信に対応した。
携帯電話機【930SC】の、SARは0.161W/kg。

## 歴史
- 2008年10月30日 - ソフトバンクモバイルが公式発表
- 2008年11月28日 - 発売開始